# Cumbrian Mountains
Cumbrian Mountains är en bergskedja i Storbritannien.   Den ligger i riksdelen England, i den centrala delen av landet, 400 km nordväst om huvudstaden London.
Cumbrian Mountains sträcker sig 38 km i nord-sydlig riktning. Den högsta toppen är Scafell Pike, 978 meter över havet.
Topografiskt ingår följande toppar i Cumbrian Mountains:
- Ard Crags
- Barrow
- Bow Fell
- Brim Fell
- Cat Bells
- Causey Pike
- Caw
- Crinkle Crags
- Dow Crag
- Esk Pike
- Glaramara
- Grasmoor
- Great Borne
- Great End
- Great Gable
- Great How
- Grey Friar
- Grisedale Pike
- Harrison Stickle
- Harter Fell
- Haycock
- High Crag
- High Raise
- High Stile
- Hopegill Head
- Kirk Fell
- Lingmell
- Little Stand
- Old Man of Coniston
- Pike o' Blisco
- Pike of Stickle
- Pillar
- Red Pike
- Red Pike Mosedale
- Sca Fell
- Scafell Pike
- Seatallan
- Silver How
- Slight Side
- Starling Dodd
- Steeple
- Stickle Pike
- Swirl How
- Ullscarf
- Wetherlam
- White Maiden
- Yewbarrow